# Michael Shine
Michael Shine (Estados Unidos, 19 de septiembre de 1953) es un atleta estadounidense retirado, especializado en la prueba de 400 m vallas en la que llegó a ser subcampeón olímpico en 1976.

## Carrera deportiva
En los JJ. OO. de Montreal 1976 ganó la medalla de plata en los 400 metros vallas, con un tiempo de 48.69 segundos, llegando a meta tras su compatriota Edwin Moses que con 47.63 segundos batió el récord del mundo, y por delante del soviético Yevgeniy Gavrilenko.